# Minga Porá
Minga Porá è un centro abitato del Paraguay, nel Dipartimento dell'Alto Paraná. Forma uno dei 20 distretti del dipartimento. 

## Popolazione
Al censimento del 2002 Minga Porá contava una popolazione urbana di 1.393 abitanti (11.180 nel distretto).